# Emesis guttata
Emesis guttata is een vlindersoort uit de familie van de prachtvlinders (Riodinidae), onderfamilie Riodininae.
Emesis guttata werd in 1910 beschreven door Stichel.